# High on the Hog
High on the Hog es el undécimo álbum de estudio del grupo norteamericano de rock The Band, publicado en 1996. Al igual que su predecesor, Jericho, está formado en su mayoría por versiones, con dos únicos temas nuevos.
Entre las canciones se incluyen "Forever Young", de Bob Dylan (canción en la que The Band respaldó a Dylan durante su primera grabación), hecha como tributo a Jerry García de The Grateful Dead; "Where I Should Always Be", de Blondie Chaplin, "Back to Memphis", de Johnnie Johnson y The Kentucky Headhunters, y "Ramble Jungle", de Champion Jack Dupree.
Las ediciones británicas y japonesas de High on the Hog cierran con un tema diferente, "Young Blood", que sólo sería publicado en Estados Unidos en el álbum tributo a Doc Pomus.

## Lista de canciones
1. "Stand Up" (B. Channel/R. Rector) - 3:07
2. "Back To Memphis" (J. Johnson/A. Kenney/M. Orr/G. Martin/F. Young/R. Young) - 5:10
3. "Where I Should Always Be" (B. Chaplin) - 4:27
4. "Free Your Mind" (D. Foster/T. McElroy) - 5:05
5. "Forever Young" (B. Dylan) - 6:30
6. "The High Price of Love" (J. Shear/S. Szelest/The Band) - 5:58
7. "Crazy Mama" (J.J. Cale) - 4:48
8. "I Must Love You Too Much" (B. Dylan/H. Springs) - 3:32
9. "She Knows" (J. Griffin/R. Royer) - 3:21
10. "Ramble Jungle" (R. Ciarlante/J. Dupree/L. Helm/G. Hudson/R. Leon/J. Weider) - 4:59

## Personal
- Rick Danko: guitarra acústica, bajo y voz
- Levon Helm: batería, bajo, armónica y voz
- Garth Hudson: teclados, saxofones alto, tenor, barítono y soprano, acordeón, órgano y trompeta
- Jim Weider: guitarras y bajo
- Randy Ciarlante: batería, percusión y voz
- Richard Bell: piano y teclados
- Richard Manuel: piano y voz en "She Knows"
- Tom Malone: trombón, trompeta y saxofón barítono en "Stand Up", "Free Your Mind" y "Ramble Jungle"
- Ron Finck: saxofón tenor y flauta en "Stand Up", "Free Your Mind" y "Ramble Jungle"
- Howard Johnson: saxofón barítono en "Stand Up" y "Free Your Mind"
- Blondie Chaplin: guitarra acústica y voz en "Crazy Mama" y "I Must Love You Too Much"
- Colin Linden: guitarra acústica en "Forever Young"
- Larry Packer: violín y viola en "She Knows"
- Frank Luther: bajo en "She Knows"
- Champion Jack Dupree: voz en "Ramble Jungle"
- Kenn Lending: guitarra en "Ramble Jungle"
- Rob Leon: bajo en "Ramble Jungle"
- Maud Hudson: coros en "I Must Love You Too Much"
- Marie Spinosa: coros en "I Must Love You Too Much"
- Ian Kimmett: coros en "I Must Love You Too Much"